# Sota Hirajama
Sota Hirajama (japonsko 平山 相太), japonski nogometaš, * 6. junij 1985.
Za japonsko reprezentanco je odigral štiri uradne tekme.